# 간인노미야 다쓰히토 친왕

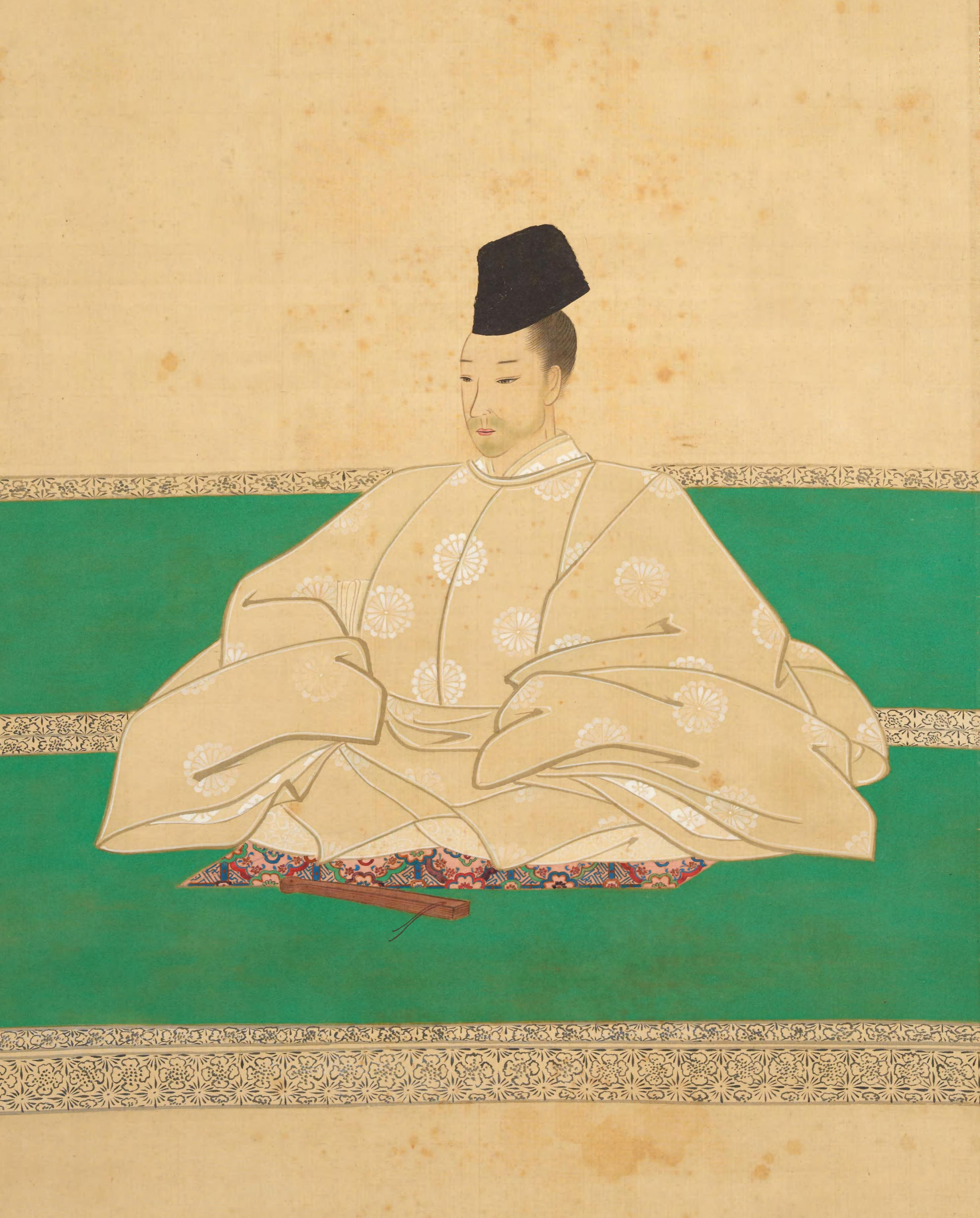
간인노미야 다쓰히토 친왕

간인노미야 다쓰히토 친왕(閑院宮孝仁親王)은 에도 시대의 황족이다. 세습친왕가 간인노미야 제4대 당주.
| 전임 간인노미야 하루히토 친왕 | 제4대 간인노미야 당주 | 후임 간인노미야 나루히토 친왕 |